# Pogrom u Krnjeuši 9. i 10. kolovoza 1941.
Pogrom u Krnjeuši 9. i 10. kolovoza 1941. je bio organizirani napad na područje rimokatoličke župe Krnjeuše, s ciljem fizičkog istrjebljenja svih stanovnika u toj župi, koju su činili Hrvati katolici. Čitava župa koja je imala oko 2.500 žitelja u dvadesetak sela i zaselaka je spaljena, znatan broj stanovnika - do danas je poimenično identificirano njih 240 - je pobijen. Komunističke vlasti nisu u desetljećima nakon II. svjetskog rata dopustile da se preživjeli mještani vrate na svoja ognjišta, te danas više na terenu i nije vidljivo da bi Krnjeuša - čak niti crkva koja je spaljena kada i sve preostale kuće - ikada postojala.

## Povijest
Nakon što je izbio četniči i četničko-partizanski ustanak u istočnoj Lici, Krbavi, Psetu i sjeverozapadnom Tropolju, na udaru ustanika se našla i župa Krnjeuša. 9. i 10. kolovoza 1941. spaljenaje cijela župa od dvadesetak sela i zaselaka, uključujući župnu crkvu i kuću.
Počinitelji su bili bili četničko-partizanski ustanici uključeni u veliki ustanak etničkih Srba koji je zahvatio područje Like, Krbave, sjevera Dalmacije i jug Bosanske krajine; ispočetka ustanici nisu imali nekog glavnog zapovjedništva, a poslije je dio njih (kasnija historiografija nazivat će ih "ustanici" i - u pogledu kasnijih mjeseci 1941. godine - "gerilci") pristupio partizanima, a dio četnicima. Glavni predvodnik ustanika koji su izvršili pokolj u Krnjeuši je bio četnik Mane Rokvić, pa se uglavnom govori da bi pokolj bio djelo četnika.
Točan broj ubijenih stanovnika nikad se nije utvrdilo. Ustanici su, nakon što su ubili župljane, bacali tijela u krške jame (najviše u jamu Kaluđerica kod Skakavca) ili u rijeku Unu.
Istraživanjima (vidi autore u referencama; autori Josip Jurjević i Ana Došen su osobe koje su "neplanirano" preživjele ovaj pokolj) se došlo do preliminarnog broja od 240 zvjerski ubijenih nedužnih civila hrvatske nacionalnosti. Broj od 240 osoba, koji nije konačan, se odnosi na uži dio župe i ne obuhvaća predjele koji su najviše stradali; južni dio oko Kulen Vakufa i Vrtoča s pripadajućim selima. Također, broj ne obuhvaća poginule domobrane.
Od svećenićkog osoblja, koje je bilo prvo na udaru, stradao je župnik Krešimir Barišić (kojega su zvjerski mučili i osakatili, te naposljetku još živoga bacili da izgori u zapaljenoj crkvi) i tri svećenička pripravnika (od kojih je namjlađi imao svega 12 godina).
Struktura do danas identificiranih 240 ubijenih je bila:
- 35 djece do 7 godina
- 14 djece od 8 do 12 godina
- 72 žene (znatan broj trudnica u visokom stadiju trudnoće)
- 119 ostalih (nerazvrstano)

Točna brojka nije do kraja utvrena ni danas. Preliminarni broj od 240 ubijenih nedužnih civilnih osoba hrvatske nacionalnosti, od toga 72 žene i 49 djece do 12 godina starosti, nije konačan. Tose odnosi tek na na uži dio župe i ne obuhvaća predjele koji su najviše stradali: južni dio župe oko Kulen Vakufa i Vrtoča s pripadajućim selima. Osim toga, ne obuhvaća ni poginule domobrane. Zemni ostatci mnogih vjernika razasuti su po grobljima gdje su pokopani ili po jamama gdje su u mržnji bačeni.
Među ubijenima je i krnjeuški župnik don Krešimir Barišić, zajedno s trojicom mladih sjemeništaraca, pripravnika za svećeničko zvanje, koji su ubijeni i bačeni u goruću župnu crkvu. Trojica ubijenih sjemeništaraca su: Ivan Skender (12 godina), Jure Tomičić (17 godina) i Ilija Poplašen (18 godina).
Prema svjedočenjima preživjelih, kojima su "ustanici" 1941. likvidirali cijelu obitelj, formalni cilj ustanicima je bila borba protiv ustaša, a stvarno im je bilo stalo samo do obračuna s Hrvatima.
Po objašnjenju hrvatskog publicista Josipa Pavičića, ustanici nisu imali jedinstvenih oznaka: na kapama su neki imali zvijezde, neki kokarde, neki su bili bez oznaka ”ali su svi složno palili hrvatska sela”.
Pokolj u župi Krnjeuši je bio dijelom organiziranog etničkog čišćenja širokog područja zapadne Bosne i istočne Like od Hrvata. Posvemašnje uništenje župe na sličan je način snašlo susjedne katoličke župe. Tada su posve zatrti Hrvati u župama Bosanski Petrovac, Drvar, Bosansko Grahovo u zapadnoj Bosni (Bosanska Krajina, Turska Hrvatska), a u Hrvatskoj (u Lici) župa Boričevac, Srb, Donji Lapac i Udbina u susjednoj Lici i Krbavi.
Od predratnih 1300 vjernika katolika danas ondje nije ostao niti jedan. Župa Krnjeuša temljito je uništena tog kolovoza 1941. godine i od nje da danas nema nikakva vidljiva traga njezina postojanja, osim opustošenog groblja Križ. Jedino je vidljiv samo jedan nadgrobni spomenik. Jedini očuvani spomenik na ovome opustošenom groblju je stari kameni krkiž. 76 godina nakon pustošenja ležao je na zemlji.

## Poslije rata
Zločin je u ovom slučaju veći, jer za ovo nedjelo nitko nikad nije odgovarao, a potom se trajno podržavao memoricid. Poslije rata, preživjelima nije bio dopušten povratak na posjede; zabilježen je slučaj da je 15 godina nakon pogroma, jednom povratniku rečeno, kad je došao se vratiti, "da je nastupila zastara, da nije na vrijeme zatražio povrat svoje imovine" (koja je u međuvremenu dobila novog vlasnika).
Izlike pod kojima i razlozi zbog kojeg se u bivšoj Jugoslaviji nije zadiralo u ispitivanje ovog događaja se nalaze u tome što se vrijeme počinjenja ovog pogroma (9. i 10. kolovoza 1941.) očito poklapalo s početkom "ustanka naroda protiv okupatora" u ovom dijelu zapadne BiH i Like u susjedstvu, te se bilo kakvim spominjanjem zločina koje bi počinili ustanici dovelo u pitanje i poštenost motiva "prvoboraca" odnosno "ustanka" stanovništva tog kraja i susjedstva, odnosno partizanstvo, antifašizam i status tamošnjih Srba, kao prvoboraca za "bratstvo i jedinstvo".
Župa Krnjeuša se nalazi na 20 km sjeveroistočno od Kulen Vakufa i 18 km sjeverozapadno od Bosanskog Petrovca, na prometnicama koje vode prema Bosanskoj Krupi; Krnjeuša se nalazi 30 km južnije.

## Spomenici
Desetak dana prije 76. obljetnice talijanski mladi kršćanski volonteri bili su u desetodnevnom volonterskom radnom kampu u župi Drvaru i dio radnih aktivnosti bilo je čišćenje starog opustošenoga katoličkog groblja u Krnjeuši. Skupa sa svojim župnikom i skupinom domaćih mladih iz župa Drvara i Grahova, u svega tri dana su iskrčili i očistili od šume, trnja i korova staro zapušteno groblje i pripremili ga za daljnje uređenje, tj. za postavljanje ograde. Nakon što su očistili groblje, na njemu je podignut spomen-križ koji je blagoslovljen 12. kolovoza 2017. godine. 12. kolovoza 2017. održana je komemoracija povodom 76. obljetnice stradanja krnjeuškog župnika Krešimira Barišića i više od 240 domaćih vjernika katolika. Održana je na opustošenom katoličkom groblju Križ. Pred kraj sv. mise biskup Komarica blagoslovio je stari kameni križ, onaj jedini preostali spomenik na groblju. Križ koji je 76 godina bio ležao na ledini podignut je i postavljen na novoizgrađeni betonski pijedestal. Biskup i župnik su najavili za početak listopada 2017. svečanu proslavu 125. obljetnice osnutka župe i do tada završiti uređenje groblja, tj. njegovo ograđivanje i izgradnja natkrivenog kamenog oltara u koji će biti ugrađena ploča s imenima i brojem svih stradalih rodova iz župe Krnjeuša u pokolju iz 1941. godine. Planira se podići i spomen-križ na mjestu gdje je nekad stajala porušena župna crkva Uznesenja BDM u središtu Krnjeuše, gdje Katolička Crkva još uvijek ima u vlasništvu 100 četvornih metara zemljišta.

## Vanjske poveznice
- Vjesnik[neaktivna poveznica] Četnički pokolji od Une do Drine
- Sudbonosne prijelomnice u Zapadnoj Bosni
- Vijesti Radio-Vatikana  Arhivirana inačica izvorne stranice od 6. prosinca 2007. (Wayback Machine) Što je počelo 27. srpnja 1941.